# Pristimantis telefericus
Pristimantis telefericus es una especie de anfibio anuro de la familia Craugastoridae.

## Distribución
Esta especie es endémica del estado de Mérida en Venezuela. Habita en Libertador entre los 3 400 y 3 500 metros sobre el nivel del mar en la cordillera de Mérida.

## Descripción
Los machos miden de 22.7 a 29.6 mm y las hembras de 35.8 a 41.2 mm.

## Etimología
El nombre de la especie le fue dado en referencia al lugar de su descubrimiento, el teleférico de Mérida.

## Publicación original
- La Marca, 2005 : Dos nuevas especies de ranas (Amphibia: Leptodactylidae) de páramo del Parque Nacional Sierra Nevada, Venezuela. Herpetotropicos, vol. 2, n.º 1, p. 47-54[5]